# Correo directo

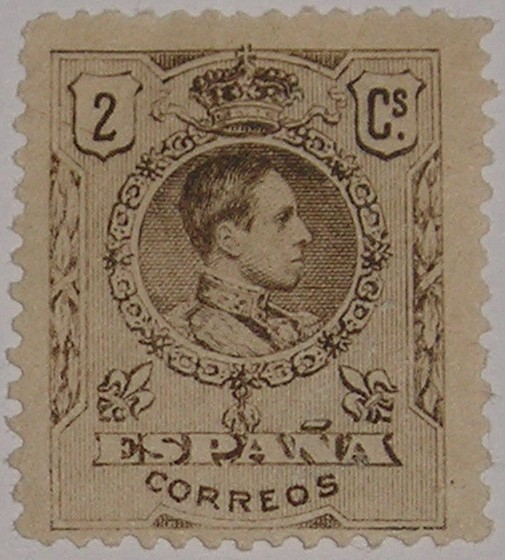
Sello español de 1909.

El correo directo (también conocido como mailing) es una variedad de mercadotecnia directa que consiste en enviar información publicitaria por correo postal o correo electrónico; esto es, un folleto publicitario, que suele ir acompañado de una carta personalizada. Tanto el folleto como la carta son creaciones publicitarias que muestran los beneficios o ventajas de determinado producto.

## Correo directo es distinto de buzoneo
Mientras que por correo directo se entiende un envío masivo por correo, el buzoneo es un sistema de comunicación publicitaria en el que los folletos publicitarios o propaganda se distribuyen a mano por los buzones de un barrio, pueblo, o zona de la ciudad. Consiste, exclusivamente, en el trabajo de las personas que se encargan de repartir el material en los buzones o también a los a hogares directamente.

## Envío a través de correo electrónico
Una alternativa de los correos directos es utilizar medios electrónicos, que consiste en el envío de mensajes a cuentas de correo electrónico. El correo y la publicidad no deseados a los buzones de miles de usuarios sin autorización de estos es considerado como correo basura y en algunos países y estados se encuentra legislado. Además, muchas empresas y personas suelen desconfiar de este tipo de publicidad.

## Creación de un correo directo
El correo directo se considera un sistema rápido, barato y directo de contactar con los consumidores potenciales de un bien o servicio. Una de sus claves de éxito consiste en contar con una buena base de datos de clientes (actuales y potenciales). Para ello, es necesario:
- Actualizarla periódicamente añadiendo clientes nuevos y eliminando a los desaparecidos.
- Evitar duplicidades de nombres.
- Segmentarla de acuerdo con el producto (bien o servicio) que se comercialice.

El primer objetivo del correo directo es evitar ser arrojado a la papelera. Para conseguirlo, se aconseja que los mensajes iniciales sean sugerentes y atractivos. En este sentido, el sobre puede desempeñar un papel importante, por ser lo primero que el destinatario percibe. Por ello, se recomienda:
- Mostrar un mensaje que estimule la curiosidad e invite a abrirlo.
- Imprimir en colores y formatos atractivos.
- Dotarlo de una textura o forma especial que lo haga distinguirse del resto de la correspondencia.

La carta debe ser suficientemente impactante para provocar la acción de compra. Su formato debe ser atractivo, la redacción ágil y amena, y la información relevante fácil de identificar. Las primeras líneas son cruciales, pues es necesario atraer la atención del lector para que siga leyendo. Algunos consejos que se pueden dar sobre la redacción son los siguientes:
- Dirigirse personalmente al destinatario.
- Señalar fechas o plazos concretos.
- Destacar el ahorro que puede percibir el consumidor.
- Presentar de forma clara y concisa los beneficios a obtener.
- Aportar información que pueda ser útil al lector.
- Realizar una buena oferta.
- Regalar algo a los primeros compradores o a los primeros en contestar.
- Enviar una muestra de producto gratuita.
- Añadir referencias de otros consumidores o el testimonio de un usuario satisfecho.
- Finalizar con la firma personal de un responsable de la compañía.

En cuanto al estilo, se podría aconsejar lo siguiente:
- Las frases deben ser cortas y expresar una sola idea por frase.
- La redacción debe estar hecha como si nos dirigiéramos a una persona en concreto.
- Escoger tan sólo unos pocos argumentos y presentarlos de diferentes maneras a lo largo del texto.
- Ser positivo.